# Распасеевка
Распасеевка (укр. Розпасіївка) — село, относится к Троицкому району Луганской области Украины.
Население по переписи 2001 года составляло 630 человек. Почтовый индекс — 92140. Телефонный код — 6456. Занимает площадь 32,8 км². Код КОАТУУ — 4425485501.

## Местный совет
92140, Луганська обл., Троїцький р-н, с. Ропасіївка, вул. Радянська, 9  (укр.)